# Benamar Kechkouche
Benamar Kechkouche, né le 18 avril 1951, est un athlète algérien, spécialiste de la marche athlétique.

## Carrière
Aux Jeux africains de 1978 à Alger, Benamar Kechkouche est médaillé d'or du 20 km marche. Il remporte la médaille d'or du 10 000 mètres marche aux Championnats d'Afrique d'athlétisme 1979 à Dakar puis celle du 20 km marche aux Championnats panarabes d'athlétisme 1981 à Tunis.
Il termine 45e du 20 kilomètres marche masculin aux championnats du monde d'athlétisme 1983 à Helsinki et 30e du 20 kilomètres marche masculin aux Jeux olympiques d'été de 1984.
Il est médaillé d'argent du 20 km marche aux Championnats d'Afrique d'athlétisme 1984 à Rabat.
6 fois Champions d'Algérie avec le MCA
2 fois champion maghrébin en maroc 20 Km (juillet 1983) 1:30:09.2t
Champion du Maghreb à Alger du 20 Km (juin 1981)  1:32:38.0t

### Palmarès
| Date | Compétition                 | Lieu        | Résultat | Épreuve         | Performance     |
| ---- | --------------------------- | ----------- | -------- | --------------- | --------------- |
| 1977 | Champion du monde militaire | finlande    | 2e       |                 |                 |
| 1978 | Jeux africains              | Alger       | 1er      | 20 km marche    | 1 h 39 min 21 s |
| 1979 | Championnats d'Afrique      | Dakar       | 1er      | 10 000 m marche | 48 min 50 s 8   |
| 1981 | Championnats panarabes      | Tunis       | 1er      | 20 km marche    | 1 h 41 min 32 s |
| 1983 | Championnats du monde       | Helsinki    | 45e      | 20 km marche    | 1 h 32 min 33 s |
| 1984 | Jeux olympiques             | Los Angeles | 30e      | 20 km marche    | 1 h 34 min 12 s |
| 1984 | Championnats d'Afrique      | Rabat       | 2e       | 20 km marche    | 1 h 30 min 02s  |
| 1985 | Jeux panarabes              | Rabat       | 2e       | 20 km marche    | 1 h 35 min 34   |